# Marie François Auguste de Caffarelli du Falga

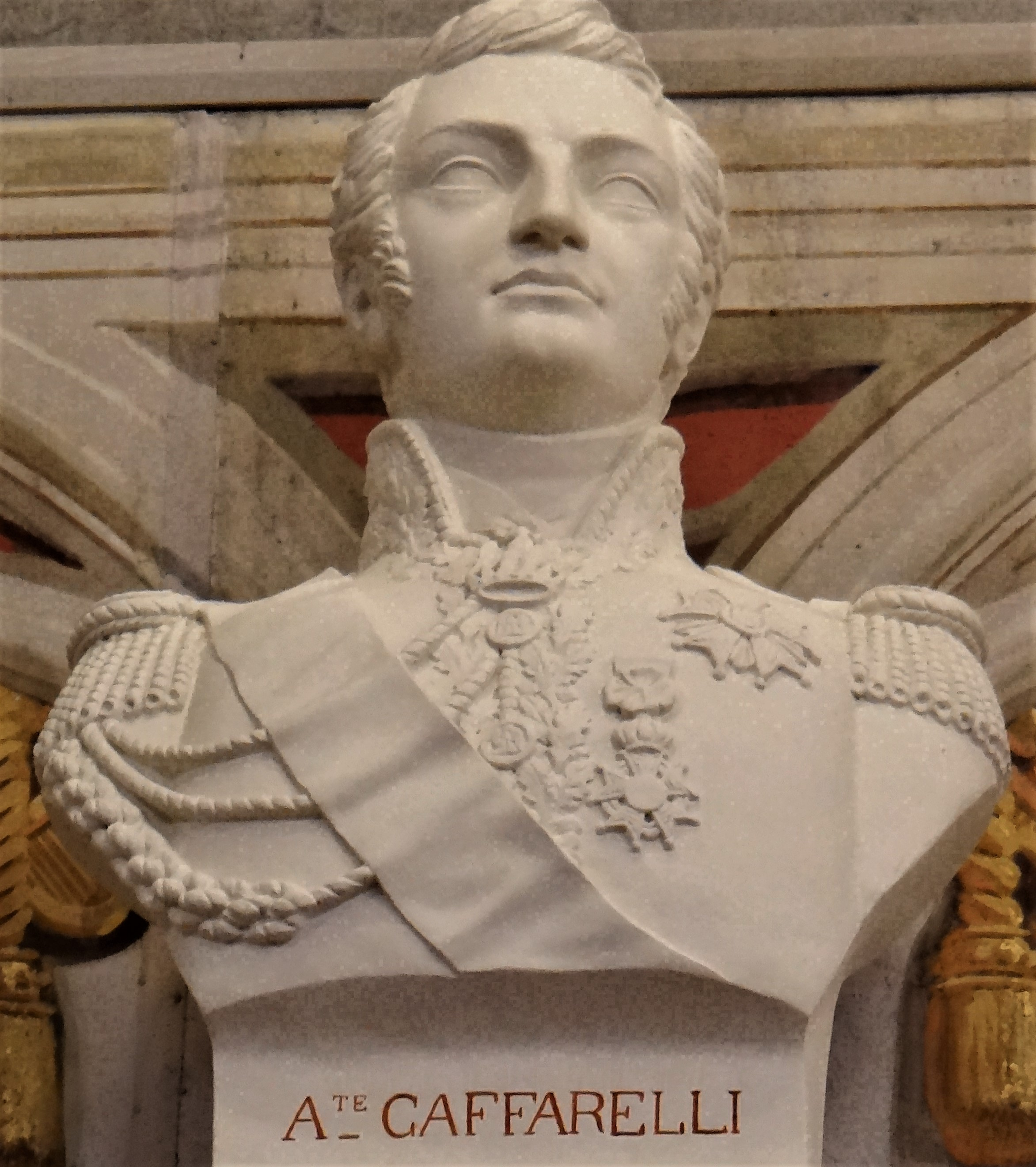
Auguste de Caffarelli

Marie François Auguste de Caffarelli du Falga, född den 7 oktober 1766, död den 23 januari 1849, var en fransk greve och general. Han var bror till Louis Marie Maximilien de Caffarelli du Falga.
Caffarelli du Falga deltog i nästan alla revolutionskrigens fälttåg och var 1806–1810 krigsminister för kungariket Italien. I spetsen för de italienska trupperna vann han 1811 segern vid Zaragoza, och 1813 anförde han nordarmén mot engelsmännen. År 1831 utnämndes han till pär.